# Oder-Spree
Oder-Spree là một Kreis (huyện) ở phía đông của Brandenburg, Đức. Neighboring are (từ phía bắc theo chiều kim đồng hồ): Märkisch-Oderland, thành phố không thuộc huyện Frankfurt (Oder), Ban Lan, huyện Spree-Neiße và Dahme-Spreewald, Bundesland Berlin.
Huyện được đặt tên theo hai con sông chính chảy qua huệyn là Spree tạo thành một khúc cong lớn trong huyện và sông Oder tạo thành biên giới phía đông.
Huyện được lập năm 1993 thông qua việc sáp nhập các huyện Eisenhüttenstadt, Beeskow, Fürstenwalde, và thành phố không thuộc huyện Eisenhüttenstadt.

## Thị xã và đô thị
| Amt-free towns | Ämter | |
| --- | --- | --- |
| 1. Beeskow 2. Eisenhüttenstadt 3. Erkner 4. Friedland 5. Fürstenwalde 6. Storkow Amt-free municipalities 1. Grünheide 2. Rietz-Neuendorf 3. Schöneiche 4. Steinhöfel 5. Tauche 6. Woltersdorf | 1. Brieskow-Finkenheerd 1. Brieskow-Finkenheerd1 2. Groß Lindow 3. Vogelsang 4. Wiesenau 5. Ziltendorf 2. Neuzelle 1. Lawitz 2. Neißemünde 3. Neuzelle1 3. Odervorland 1. Berkenbrück 2. Briesen1 3. Jacobsdorf 4. Madlitz-Wilmersdorf | 4. Scharmützelsee 1. Bad Saarow1 2. Diensdorf-Radlow 3. Langewahl 4. Reichenwalde 5. Wendisch Rietz 5. Schlaubetal 1. Grunow-Dammendorf 2. Mixdorf 3. Müllrose1, 2 4. Ragow-Merz 5. Schlaubetal 6. Siehdichum 6. Spreenhagen 1. Gosen-Neu Zittau 2. Rauen 3. Spreenhagen1 |
| 1seat of the Amt; 2town | | |